# Змијске очи
Змијске очи (енгл. Snake Eyes) је амерички криминалистички мистеријски трилер филм Брајана де Палме из 1998. године, по сценарију Дејвида Кепа.
Рик Санторо (Николас Кејџ), корумпирани полицајац, ће дозволити да мало шта стане између њега и његовог удобног начина живота. Међутим, када је министар одбране САД убијен током бокс меча, Рик открива шокантну заверу.

## Радња
Рик Санторо (Николас Кејџ) је сумњиви корумпирани детектив из Атлантик Ситија који у ноћи боксерског меча светског првенства у тешкој категорији мора да заштити министра одбране (секретара) Сједињених Држава. Зато мора да помогне свом најбољем пријатељу Кевину Дану (Гери Синис), команданту морнарице и одговорном за безбедност секретара. Бокс се завршава поразом шампиона, који пада на земљу испред секретара. Изненада је секретара за одбрану убио палестински терористички снајпериста, који је одмах потом умро.
Поставши званични истражитељ случаја, он одмах открива да је убиство било добро испланирана завера, јер је схватио да је шампион без разлога пао на земљу. Такође схвата да је у злочин умешана и чудна жена, која се непосредно пре тога појавила у близини секретара за одбрану, која је потом, са раном на руци, побегла са лица места. Из тог разлога, почиње да је тражи свуда када добије потврду од шампиона да је у питању завера, у коју је он нехотице умешан, када су му понудили да плати своје коцкарске дугове у замену за губитак шампионата на тај тренутак.
Коначно сазнаје, а када сведочи, сазнаје да иза злочина стоји компанија за индустрију оружја и да им је то поставио његов пријатељ Кевин Дан како би могли да прикрију да је нови противракетни одбрамбени систем за бродове превара. Та жена је хтела да све открије уз помоћ секретара и зато су хтели да их обоје убију. За то су регрутовали терористе, који је желео да секретара убије због пријатељских односа са Израелцима, а затим да га убију када их обојицу убије. Међутим, метак који јој је био намењен уместо тога погодио је једну од њених руку услед њене брзе инстинктивне реакције изазване непосредно пре страдања министра одбране.
Након што је сакрије, Рик добија потврду онога што је открио преко скривене камере, за коју су знали само он и још једна особа. Такође открива да га је пријатељ искористио као алиби за злочин и да га купи, ако нешто пође по злу. Међутим, Кевин такође открива камеру и открива да Рик зна за њу. Он објашњава, док на силу отима траку, да је напад организовао из своје опсесије да сачува систем, чак и ако није баш онакав какав изгледа, мотивисан жељом да спасе морнарицу каква је некад постојала и да би је  могао сачувати, као што министарство одбране није у зони борбених дејстава, због непостојања одговарајуће подршке. Потом покушава да убеди Рика да је отера због новца. Каже му и да је у међувремену успео да стави шампиона под контролу да не проговори, што, да спречи да оно што је урадио не изађе на видело, пристаје.
Рик, ужаснут Кевиновим наступом, којег је поштовао због исправности, схвативши и његову мрачну страну и препознавши жену као свог пријатеља одраније, одлучно одбија. Због тога га Кевин мучи, али он успева да побегне и успешно постави замку Кевину привлачећи групу полицајаца, који су били у близини места злочина и који су били у пратњи групе телевизијских новинара, који су извештавали о злочину. и преноси уживо, док га јури са пригушивачем у руци. Кевин и завера су на тај начин разоткривени, а Кевин потом изврши самоубиство.
Рик постаје јавни херој, али на крају штампа открива и његову корупцију и он мора да се суочи са 12-18 месеци затвора због узимања мита. Чудна жена Џулија сведочи јавно о томе шта се догодило. Превара је заустављена и многи су ухапшени за читаву заверу. Пре одласка у затвор Рик се насамо опрашта од ње. Испоставило се да су се обоје, због догађаја и чињенице да се допуњују као што су се Кевин и Рик допуњавали, заљубили и да она намерава да га сачека када се врати из затвора да би била са њим.

## Улоге
| Глумац       | Улога               |
| ------------ | ------------------- |
| Николас Кејџ | Рик Санторо         |
| Гери Синис   | командант Кевин Дан |
| Џон Херд     | Гилберт Пауел       |
| Карла Гуџино | Џулија Костело      |
| Стен Шо      | Линколн Тајлер      |
| Кевин Дан    | Лу Логан            |